# 42 Dywizjon Rakietowy Obrony Powietrznej
42 dywizjon rakietowy Obrony Powietrznej (42 dr OP) – samodzielny pododdział Wojska Polskiego.
Dywizjon  sformowany został w 1969 w Stargardzie Szczecińskim, podlegał dowódcy 26 Brygady Rakietowej Obrony Powietrznej. Rozformowany został w 1995.

## Historia
Na podstawie rozkazu dowódcy WOPK Nr 0013 z 6 grudnia 1968, w dniu 20 kwietnia 1969 w 38. dr OP rozpoczyna się proces formowania 42. dywizjonu ogniowego OPK. Jednostka wyposażona została w zestaw rakietowy średniego zasięgu S-75M Wołchow. Głównym zadaniem dywizjonu była obrona części wybrzeża Morza Bałtyckiego i północnej granicy państwa oraz portu Kołobrzeg we współdziałaniu z sąsiednimi dywizjonami brygady.
8 sierpnia 1969 42 dywizjon ogniowy OPK opuszcza Stargard Szczeciński i przemieszcza się do swojego docelowego miejsca służby w m. Ustronie Morskie. 
25 kwietnia 1970 rozpoczyna się formowanie 43 dr OP. W kwietniu 1971, na poligonie w Aszułuku, w ZSRR odbywa się pierwsze strzelanie bojowe, a kolejne w latach 1975, 1979 i 1986. W 1991 roku dywizjon zmienia nazwę na 42 dywizjon rakietowy Obrony Powietrznej.  5 października 1995 dywizjon został rozformowany.

## Struktura po roku 1994
- dowództwo
- bateria radiotechniczna
- bateria startowa
- bateria techniczna
- bateria osłonowa
- kompania zaopatrzenia

## Dowódcy dywizjonu
- kpt. Jan Sypek – 1969-?
- kpt. Jan Nowacki
- kpt. Jan Zimniewicz
- mjr Stanisław Świeca
- ppłk Lechosław Grzywnowicz – ?-1995